# ايرسبيد فيري
ايرسبيد فيري (بالإنجليزية: Airspeed Ferry)‏ هي طائرة ركاب، ثلاثية المحركات وذات سطحين. أنتجت في المملكة المتحدة. من صناعة ايرسبيد المحدودة. كان أول طيران لها في 1932. دخلت الخدمة في 1932، انتهت خدمتها في 1941. صنع منها 4 طائرة.